# Rinaldo Lorenzi
Lorenzo Rinaldi (Rivoli, 24 agosto 1913 – ...) è stato un militare italiano, insignito della medaglia d'oro al valor militare  vivente nel corso della seconda guerra mondiale.

## Biografia
Nacque a Rivoli, provincia di Torino, il 24 agosto 1913.
Nel settembre 1934 si arruolò nel Regio Esercito, arma di artiglieria, assegnato al 1º Reggimento artiglieria pesante campale e con la promozione a sergente passò nel 46º Reggimento artiglieria motorizzata "Trento". Inviato in Libia nel dicembre 1935, fu ammesso a frequentare il corso allievi ufficiali di complemento presso il 2º Reggimento coloniale a Bengasi, ed al termine di esso rientrò in Italia. Nominato sottotenente nell'agosto 1936 fu assegnato al 9º Reggimento artiglieria divisionale. Posto in congedo al termine del servizio di prima nomina fu richiamato in servizio attivo ed inviato in Cirenaica con il 115º Reggimento fanteria motorizzata nel settembre 1937. Durante il corso della seconda guerra mondiale partecipò all'avanzata su Sidi el Barrani e quindi alla difesa di Bardia. Rimasto gravemente ferito e fatto prigioniero di guerra sul campo di battaglia il 3 gennaio 1941 rientrò in Italia come invalido di guerra nel maggio 1942. Decorato con la medaglia d'oro al valor militare, collocato in congedo ed iscritto nel Ruolo d’Onore (R.O.) dal gennaio 1947, venne promosso capitano nel 1955 e maggiore dal giugno 1959. 